# Municipio de Lansing (Míchigan)
El municipio de Lansing (en inglés: Lansing Township) es un municipio ubicado en el condado de Ingham en el estado estadounidense de Míchigan. En el año 2010 tenía una población de 8126 habitantes y una densidad poblacional de 620,05 personas por km².

## Geografía
El municipio de Lansing se encuentra ubicado en las coordenadas 42°44′16″N 84°35′17″O / 42.73778, -84.58806. Según la Oficina del Censo de los Estados Unidos, el municipio tiene una superficie total de 13.11 km², de la cual 12,78 km² corresponden a tierra firme y (2,49 %) 0,33 km² es agua.

## Demografía
Según el censo de 2010, había 8126 personas residiendo en el municipio de Lansing. La densidad de población era de 620,05 hab./km². De los 8126 habitantes, el municipio de Lansing estaba compuesto por el 76,3 % blancos, el 12,45 % eran afroamericanos, el 0,47 % eran amerindios, el 2,65 % eran asiáticos, el 3,46 % eran de otras razas y el 4,68 % eran de una mezcla de razas. Del total de la población el 10,87 % eran hispanos o latinos de cualquier raza.